# Армсхајм
Армсхајм (њем. Armsheim) општина је у њемачкој савезној држави Рајна-Палатинат. Једно је од 69 општинских средишта округа Алцеј-Вормс. Према процјени из 2010. у општини је живјело 2.596 становника. Посједује регионалну шифру (AGS) 7331004.

## Географски и демографски подаци
Армсхајм се налази у савезној држави Рајна-Палатинат у округу Алцеј-Вормс. Општина се налази на надморској висини од 142 метра. Површина општине износи 10,0 km². У самом мјесту је, према процјени из 2010. године, живјело 2.596 становника. Просјечна густина становништва износи 258 становника/km².

## Међународна сарадња
| Мјесто | Држава    | Врста сарадње | Од    |
| ------ | --------- | ------------- | ----- |
|        | Француска | партнерство   | 1988. |
|        | Француска | партнерство   | 1989. |
| Извор  |           |               |       |